# Rhyacocnemis sufficiens
Rhyacocnemis sufficiens – gatunek ważki z rodziny pióronogowatych (Platycnemididae). Znany tylko z jednego stanowiska (na wysokości około 1600 m n.p.m.) na wyspie Goodenough u wschodnich wybrzeży Nowej Gwinei.